# Rosetta (группа)
Rosetta — американская группа, исполняющая экспериментальный метал, включающий в себя элементы пост-хардкора, шугейзинга, дроуна, пост-рока, авангардного метала и эмбиента. В числе групп, оказавших влияние на такое звучание, можно выделить Neurosis, Isis, My Bloody Valentine, Frodus и Stars of the Lid. Группа также несколько иронично определяет свой стиль как «метал для астронавтов» по той причине, что сами музыканты очень интересуются астрономией и космическими путешествиями.
www.rosettaband.com:

«Метал для астронавтов» означает не программный саундтрек к космическому полёту сам по себе, а скорее звуковое выражение, которое может быть найдено особенно приятным для определённого типа людей, чья занятость или рассеянность уносит их — физически или метафизически — за пределы Земной атмосферы.
Оригинальный текст (англ.)"Metal for astronauts": not meaning a programmatic soundtrack to spaceflight itself, but more a sonic expression that might be found especially enjoyable by the particular type of person whose occupation or preoccupation has taken them - physically or metaphysically - out of the Earth's atmosphere.

Участники группы неоднократно выражали своё недовольство термином «пост-метал» , однако на сегодняшний день Rosetta благодаря первым пяти альбомам является ярким представителем этого жанра.

## История
Все участники Rosetta были знакомы в средней школе, но играли в разных группах до того момента, пока не решили сыграть вместе в последний момент музыкального фестиваля 22 июня 2003 года. В своё первое выступление команда полностью импровизировала. После этого они продолжили писать больше песен, давать больше выступлений, и, в конечном счёте, записали демо с четырьмя композициями, которое заинтересовало лейбл Translation Loss Records.
Дебютный альбом группы, The Galilean Satellites, был записан в виде двух лонгплеев продолжительностью в час каждый (один был больше сладж-метальным и артроковом, другой - эмбиентальным), которые синхронизированы для прослушивания одновременно. И хотя два диска были записаны в разных стилях, у группы было достаточно материала, чтобы записать эти два диска в арт-роковом варианте.
Второй релиз группы, Project Mercury, сплит с Balboa, был издан 24 апреля 2007. После длительного тура по США в июле группа подготовила свой второй полноформатник Wake/Lift, который вышел 2 октября 2007 на лейбле Translation Loss. Выпуск Wake/Lift сопровождался туром по США и последовавшим за ним туром по Австралии в июне 2008.
В 2009 группу выпустила сплит-EP на виниле с группами Year of No Light и East of the Wall. Одна из песен под названием «Homesick» (кавер на песню The Cure) доступна на странице группы на Myspace.
20 мая 2010 года вышел третий студийный альбом A Determinism of Morality.
14 сентября 2010 года Rosetta выпустила сплит совместно с группой Restorations. Каждая группа представлена на сплите одной песней. Песня So Warm a Solitude была написана в 2007 году вскоре после выпуска альбома Wake/Lift, но вышла только в 2010 году.
27 сентября 2011 года посредством Translation Loss выходит сплит с Junius. В этом же году группа активно гастролирует по США, а в марте 2012-го - по Канаде. На лето 2012 года коллектив запланировал дать ряд концертов в Европе.
8 августа 2013 года вышел четвертый полноформатный альбом «The Anaesthete». Rosetta выложили альбом на bandcamp без фиксированной стоимости (т.е. цифровую запись альбома можно было приобрести бесплатно или заплатив, сколько захочешь). Версии на CD и виниле издали Debemur Morti в Европе и War Crime Recordings в Северной Америке. Pelagic Records в 2018 году переиздал обе версии альбома.
14 октября 2014 года выходит второй EP под названием «Flies to Flame» на Translation Loss Records. Этот релиз стал последним, который Rosetta выпустили с помощью лейбла: все последующие группа станет выпускать собственными силами.
6 января 2015 года выходит «Rosetta: Audio/Visual Original Score» - саундтрек к документальному фильму Джастина Джексона о группе, состоящая из эмбиентных композиций. Вскоре к Rosetta присоединяется пятый участник, гитарист и вокалист Эрик Джерниган, и 22 июня 2015 года выходит пятая пластинка «Quintessential Ephemera». В отличие от мрачного хардкорного «The Anaesthete», на новом альбоме Rosetta перешла на более оптимистичную и мелодичную территорию с большим использованием чистого вокала Эрика Джернигана и Дэвида Гроссмана. Добавление Джернигана в качестве второго гитариста также позволило группе больше экспериментировать с контрапунктурными гитарными мелодиями.
12 января 2016 года Rosetta выпускают свой первый альбом-компиляцию «A Dead-Ender's Reunion», состоящий из ремиксов на старые треки, демо-записей 2003, 2005 и 2009 годов и живых записей. Его также выложили на bandcamp, и эта компиляция стала четвертым релизом, выпущенным Rosetta самостоятельно, без помощи лейблов.
1 сентября 2017 года выходит шестой альбом «Utopioid». Rosetta заявили, что в отличие от предыдущей пластинки, на тон и настроение которой во многом повлиял Эрик Джерниган, процесс написания этого альбома был «более сбалансированным и коллективным».
22 февраля 2019 года выходит восьмой LP под названием «Sower of Wind», состоящий из композиций в стиле ambient/drone и по настроению похожий на би-сайды предыдущего альбомы «Utopioid». В этом же году, 1 октября, выходит так же EP «Terra Sola».

## Название
Название группы произошло не от Розеттского камня, а было выбрано скорее из-за его женственности и красоты. Оно также схоже с латинским названием туманности в созвездии Единорога, именем искусственного спутника и видом орбиты.

## Состав группы
- Майкл Армин (Michael Armine) — семплирование, вокал
- Дэвид Гроссман (David Grossman) — бас-гитара, вокал
- Брюс МакМартрай Мл. (Bruce McMurtrie Jr.) — ударные
- Дж. Мэтью Виид (J. Matthew Weed) — гитара, скрипка
- Эрик Джерниган (Eric Jernigan) (с 2015 года) — гитара, вокал

## Дискография
| Дата выхода | Название                                            | Лейбл                     |
| ----------- | --------------------------------------------------- | ------------------------- |
| 2003        | Демо                                                | -                         |
| 2005        | The Galilean Satellites                             | Translation Loss Records  |
| 2007        | Project Mercury с Balboa                            | Level Plane Records       |
| 2007        | Wake/Lift                                           | Translation Loss Records  |
| 2007        | The Cleansing Undertones of Wake/Lift               | Translation Loss Records  |
| 2009        | «3 Way Split» c Year of No Light и East of the Wall | Translation Loss Records  |
| 2010        | A Determinism of Morality                           | Translation Loss Records  |
| 2010        | Split с Restorations                                | Cavity Records            |
| 2011        | Split с Junius                                      | The Mylene Sheath Records |
| 2012        | Split с City of Ships                               | Birds Robe Records        |
| 2013        | The Anaesthete                                      | Self-released             |
| 2014        | Flies To Flame                                      | Translation Loss Records  |
| 2015        | Rosetta: Audio/Visual Original Score                | Независимый               |
| 2015        | Quintessential Ephemera                             | Независимый               |
| 2016        | A Dead-Ender's Reunion                              | Независимый               |
| 2017        | Utopioid                                            | Независимый               |
| 2019        | Sower of Wind                                       | Независимый               |
| 2019        | Terra Sora                                          | Независимый               |